# Winnetka Challenger
Winnetka Challenger, właśc. A.C. Nielsen Pro Tennis Championships – męski turniej tenisowy rangi ATP Challenger Tour. Rozgrywany na kortach twardych w amerykańskiej Winnetce od 1984 roku.

## Mecze finałowe

### Gra pojedyncza
| Rok       | Mistrz               | Finalista           | Wynik            |
| 2019      | Bradley Klahn        | Jason Kubler        | 6:2, 7:5         |
| 2018      | Jewgienij Karlowskij | Jason Jung          | 6:3, 6:2         |
| 2017      | Akira Santillan      | Ramkumar Ramanathan | 7:6(1), 6:2      |
| 2016      | Yoshihito Nishioka   | Frances Tiafoe      | 6:2, 6:2         |
| 2015      | Somdev Devvarman     | Daniel Nguyen       | 7:5, 4:6, 7:6(5) |
| 2014      | Denis Kudla          | Farrux Doʻstov      | 6:2, 6:2         |
| 2013      | Jack Sock            | Bradley Klahn       | 6:4, 6:2         |
| 2012      | John-Patrick Smith   | Ričardas Berankis   | 3:6, 6:3, 7:6(3) |
| 2011      | James Blake          | Bobby Reynolds      | 6:3, 6:1         |
| 2010      | Brian Dabul          | Tim Smyczek         | 6:1, 1:6, 6:1    |
| 2009      | Alex Kuznetsov       | Tim Smyczek         | 6:4, 7:6(1)      |
| 2008      | Rajeev Ram           | Scoville Jenkins    | 7:5, 6:4         |
| 2007      | No’am Okun           | Kevin Anderson      | 6:4, 6:3         |
| 2006      | Sam Querrey          | Andrea Stoppini     | 6:2, 6:3         |
| 2001–2005 | Nie rozgrywany       | Nie rozgrywany      | Nie rozgrywany   |
| 2000      | Takao Suzuki         | Yoon Yong-il        | 6:2, 6:4         |
| 1999      | Alex O’Brien         | Maks Mirny          | 6:2, 6:2         |
| 1998      | Geoff Grant          | Diego Nargiso       | 5:7, 6:3, 7:5    |
| 1997      | Gianluca Pozzi       | Wayne Black         | 6:4, 6:2         |
| 1995–1996 | Nie rozgrywany       | Nie rozgrywany      | Nie rozgrywany   |
| 1994      | Vince Spadea         | Cristiano Caratti   | 6:1, 4:6, 7:5    |
| 1993      | Kevin Ullyett        | Maurice Ruah        | 6:3, 6:2         |
| 1992      | Chuck Adams          | Steve Bryan         | 6:2, 6:4         |
| 1991      | Byron Black          | Todd Martin         | 6:4, 4:6, 6:2    |
| 1990      | Cristiano Caratti    | Chris Garner        | 7:6, 6:1         |
| 1989      | Brian Garrow         | Todd Martin         | 6:4, 6:2         |
| 1988      | Jeff Tarango         | Gianluca Pozzi      | 7:5, 5:7, 6:2    |
| 1987      | Simon Youl           | Roberto Saad        | 5:7, 7:6, 6:3    |
| 1986      | Nie rozgrywany       | Nie rozgrywany      | Nie rozgrywany   |
| 1985      | Barry Moir           | Harold Solomon      | 2:6, 7:5, 6:2    |
| 1984      | Marc Flur            | Mike Leach          | 6:3, 6:4         |

### Gra podwójna
| Rok       | Mistrzowie                             | Finaliści                                | Wynik             |
| 2019      | J.C. Aragone Bradley Klahn             | Christopher Eubanks Thai-Son Kwiatkowski | 7:5, 6:4          |
| 2018      | Austin Krajicek Jeevan Nedunchezhiyan  | Roberto Maytín Christopher Rungkat       | 6:7(4), 6:4, 10–5 |
| 2017      | Sanchai Ratiwatana Christopher Rungkat | Kevin King Bradley Klahn                 | 7:6(4), 6:2       |
| 2016      | Stefan Kozlov John-Patrick Smith       | Sekou Bangoura David O’Hare              | 6:3, 6:3          |
| 2015      | Johan Brunström Nicholas Monroe        | Sekou Bangoura Frank Dancevic            | 4:6, 6:3, 10–8    |
| 2014      | Thanasi Kokkinakis Denis Kudla         | Evan King Raymond Sarmiento              | 6:2, 7:6(4)       |
| 2013      | Yuki Bhambri Michael Venus             | Somdev Devvarman Jack Sock               | 2:6, 6:2, 10–8    |
| 2012      | Devin Britton Jeff Dadamo              | John Peers John-Patrick Smith            | 2:6, 6:2, 10–8    |
| 2011      | Treat Huey Bobby Reynolds              | Jordan Kerr Travis Parrott               | 7:6(7), 6:4       |
| 2010      | Ryler DeHeart Pierre-Ludovic Duclos    | Rik de Voest Somdev Devvarman            | 7:6(4), 4:6, 10–8 |
| 2009      | Carsten Ball Travis Rettenmaier        | Brett Joelson Ryan Sweeting              | 6:1, 6:2          |
| 2008      | Todd Widom Michael Yani                | Chen Ti Jose Statham                     | 6:2, 6:2          |
| 2007      | Patrick Briaud Chris Drake             | Nicholas Monroe Izak van der Merwe       | 7:6(5), 6:4       |
| 2006      | Cecil Mamiit Eric Taino                | Scoville Jenkins Rajeev Ram              | 6:2, 6:4          |
| 2001–2005 | Nie rozgrywany                         | Nie rozgrywany                           | Nie rozgrywany    |